# Internationale luchthaven Xi'an Xianyang
De internationale luchthaven Xi'an Xianyang (Chinees: 西安咸阳国际机场, Hanyu pinyin: Xī'ān Xiányáng Guójì Jīchǎng, Engels: Xi'an Xianyang International Airport) is een luchthaven op het grondgebied van Xianyang op 40 kilometer ten noordwesten van Xi'an, China. De luchthaven bedient Xi'an, Xianyang en de rest van de provincie Shaanxi.
De luchthaven opende in 1991 als vervanging van de oude luchthaven Xi'an Xiguan. Op 3 mei 2012 werd een nieuwe derde terminal, T3 en de tweede landingsbaan in gebruik genomen. T5 en 2 bijkomende landingsbanen werdeo tussen 2021 en 2026 aangelegd. In 2015 maakten 32.970.215 passagiers gebruik van de luchthaven, in 2024 ging het al om 47.039.000 passagiers. De luchthaven is een hub voor China Eastern Airlines, Tianjin Airlines, Hainan Airlines en Okay Airways.
Met een oppervlakte van 12 vierkante kilometer (4,6 vierkante mijl) heeft Xi'an Airport twee landingsbanen in gebruik en twee landingsbanen in aanleg en vier terminals: T1, T2, T3 en T5. De totale oppervlakte van de terminalbouw bedraagt meer dan 1,1 miljoen vierkante meter, waardoor het in terminaloppervlakte een van de grootste passagiersluchthavens in China is, het is ook de grootste luchthaven in Noordwest-China en de op een na grootste luchthaven in Noord-China. In 2024 werd het de drukste luchthaven in het noordwesten van China, en de negende drukste luchthaven in het hele land. Xi'an Xianyang International Airport was ook de 9e drukste luchthaven van het land in termen van vrachtverkeer en de 7e drukste luchthaven qua verkeersbewegingen.